# Camponotus singularis
Camponotus singularis är en myrart som först beskrevs av Smith 1858.  Camponotus singularis ingår i släktet hästmyror, och familjen myror.

## Underarter
Arten delas in i följande underarter:
- C. s. rufomaculatus
- C. s. singularis

## Bildgalleri

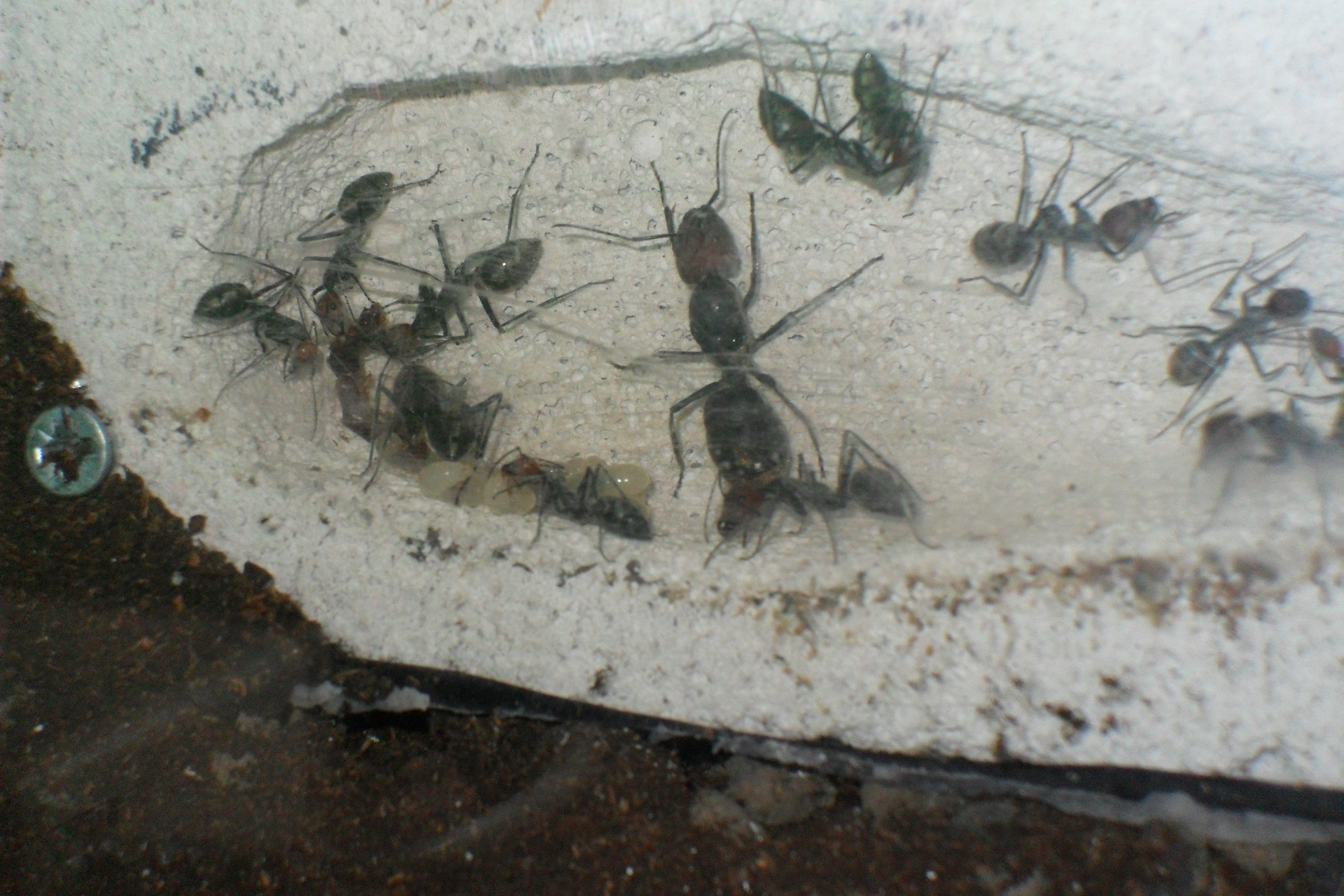